# Black Tea
Black Tea is een Frans-Mauritaans-Taiwanees-Luxemburgs-Ivoriaanse romantische dramafilm uit 2024, geregisseerd en mede geschreven door Abderrahmane Sissako.

## Verhaal
Op haar trouwdag shockeert Aya, een jonge vrouw van begin dertig uit Ivoorkust, iedereen door haar bruidegom af te wijzen. Ze verhuist naar Guangzhou, China en vindt een baan in een thee-exportwinkel, waar ze Cai ontmoet, een Chinese man van 45 jaar oud. Ze worden verliefd, maar hun relatie wordt geconfronteerd met uitdagingen vanwege hun geschiedenis en de vooroordelen van anderen.

## Rolverdeling
| Acteur        | Personage |
| ------------- | --------- |
| Nina Mélo     | Aya       |
| Chang Han     | Cai       |
| Wu Ke-Xi      | Ying      |
| Michael Chang | Li-Ben    |

## Productie
De film, voorheen getiteld The Perfumed Hill, geregisseerd en mede geschreven door Abderrahmane Sissako, wordt geproduceerd door Cinéfrance Studios, Archipel 35 en Dune Vision in coproductie met Red Lion, House on Fire, House on Fire International, Wassakara Productions en Arte France Cinéma. De Franse distributie- en internationale verkooprechten liggen bij de Gaumont Film Company. De regisseur werd geïnspireerd om dit verhaal te schrijven nadat hij een restaurant had ontdekt genaamd "La Colline Parfumée" (The Perfumed Hill), gerund door een Afro-Chinees echtpaar.

## Release
Black Tea ging op 21 februari 2024 in première op het Internationaal filmfestival van Berlijn in de competitie voor de Gouden Beer.

## Prijzen en nominaties
De belangrijkste:
| Jaar | Prijs                                   | Categorie   | Genomineerde(n)      | Uitslag     |
| ---- | --------------------------------------- | ----------- | -------------------- | ----------- |
| 2024 | Internationaal filmfestival van Berlijn | Gouden Beer | Abderrahmane Sissako | Genomineerd |